# Maximilian Daublebsky von Sterneck
Maximilian Daublebsky Freiherr von Sterneck zu Ehrenstein (né le 14 février 1829 à Klagenfurt et mort le 5 décembre 1897 à Vienne) était un amiral autrichien qui fut commandant en chef (Marinekommandant) de la marine austro-hongroise de 1883 jusqu'à sa mort. 

## Biographie

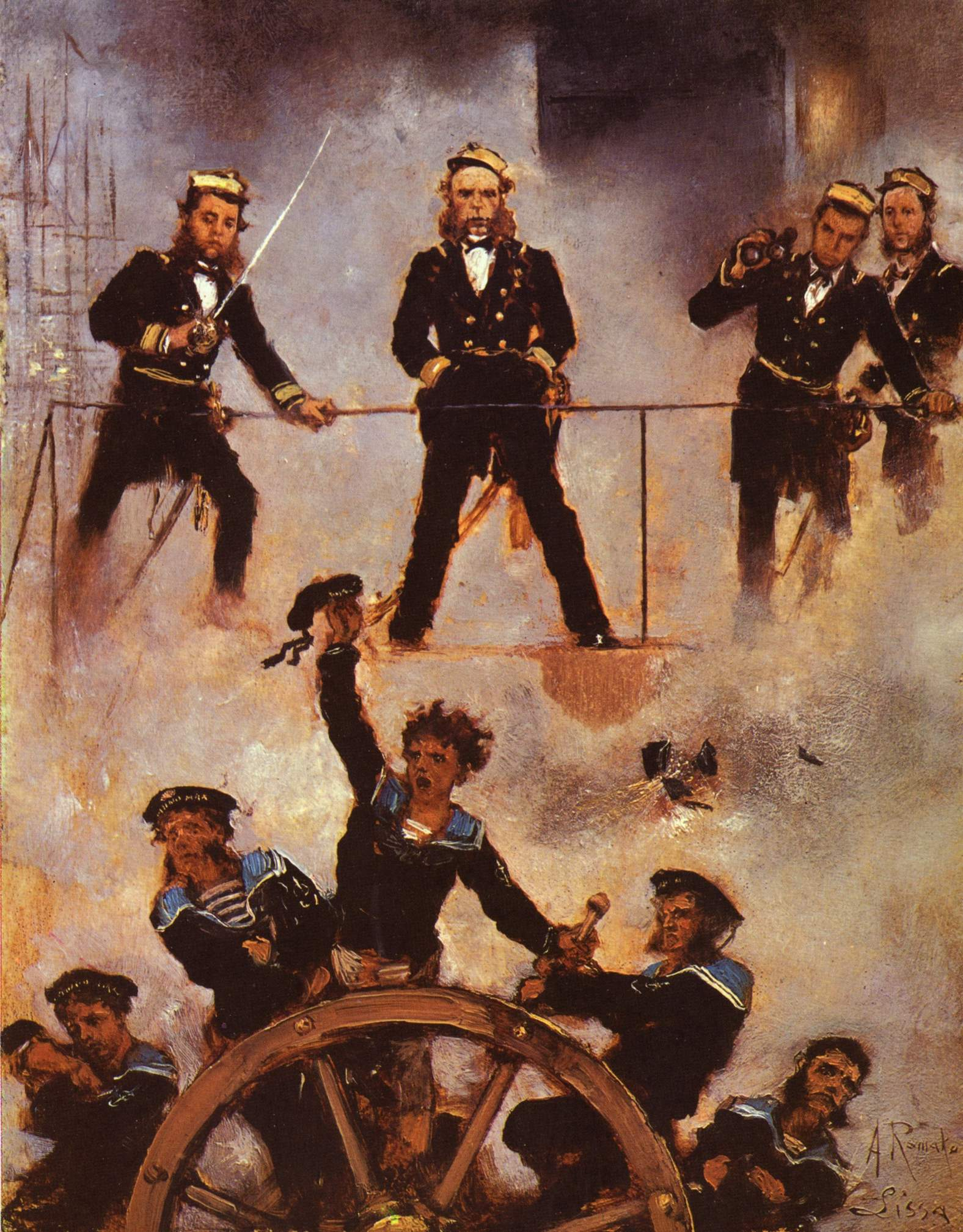
Bataille de Lissa, peinture d'Anton Romako, 1880.

Né à Klagenfurt au sein d'une famille originaire de Bohême, Maximilian Daublebsky von Sterneck fut prédestiné à une carrière au sein de la marine autrichienne de l'époque, atteignant notamment le grade de Korvettenkapitän (capitaine de corvette) en 1859. Il a ensuite été promu au grade de Fregattenkapitän (capitaine de frégate) en 1864 puis commandant du navire amiral Erzherzog Ferdinand Max par Wilhelm von Tegetthoff . 
Lors de la bataille de Lissa, Daublebsky von Sterneck réussit à percuter le navire amiral italien Re d'Italia, qui chavire et coule. Pour ses services pendant la bataille, il a reçu l'Ordre militaire de Maria Theresa. Dans une peinture de 1880 d'Anton Romako, Daublebsky est représenté à côté de Tegetthoff sur le pont pendant l'attaque. 
Daublebsky von Sterneck fut nommé commandant du port de Pola en 1869 avec le grade de Linienschiffskapitän (Capitaine de vaisseau). Il est promu Konteradmiral (contre-amiral) en 1872 et participe à l'expédition polaire nord de 1872-1874 de Julius von Payer et Karl Weyprecht tant que commandant du Isbjörn.
Sterneck a été nommé pour succéder à Friedrich von Pöck tant que commandant de la marine et chef de la section navale du ministère de la Guerre en novembre 1883, avec le grade de Vizeadmiral (vice-amiral). Néanmoins, ses efforts pour moderniser la marine austro-hongroise furent plus ou moins compromis par des frictions politiques incessantes entre parlementaires autrichiens et hongrois.  
Promu amiral en 1888, Sterneck persévère dans ses efforts de modernisation de la flotte austro-hongroise jusqu'à sa mort à Vienne en 1897.

## Voir également